# Rosângela Curado
Rosângela Aparecida Barros Curado (Santos, 11 de dezembro de 1966) é uma odontóloga e política brasileira, filiada ao Partido Liberal (PL). Foi deputada federal por três meses, durante a licença de Weverton Rocha em 2015 e atualmente é vereadora do município de Imperatriz.

## Carreira política
Começou a carreira política em Santos, sua cidade natal. Nos anos 90 transferiu seu domicílio eleitoral à cidade de Imperatriz.
Candidatou-se a prefeita de Imperatriz em 2012 e 2016, sendo derrotada por Sebastião Madeira e Assis Ramos.
Nas eleições de 2014, candidatou-se a deputada federal pelo PDT, chegando a ser primeira suplente. Ascendeu ao mandato de deputada federal em 9 de setembro de 2015 com a licença do titular Weverton Rocha. Permaneceu até 7 de janeiro de 2016 com o retorno do titular.